# Professor Satchafunkilus and the Musterion of Rock
Professor Satchafunkilus and the Musterion of Rock è il dodicesimo album in studio del chitarrista statunitense Joe Satriani, pubblicato il 28 marzo 2008 dalla Epic Records.

## Il disco
Il lungo titolo dell'album è stato coniato sfruttando uno dei soprannomi di Satriani, Satch, e una parola che veniva utilizzata nelle prime traduzioni inglesi della Bibbia, in particolare nel Nuovo Testamento, appunto "Musterion", il cui significato era spesso confuso con quello di "mistero" ma era invece più affine a "segreto", qualcosa che non può essere appreso finché non viene rivelato.
In questo album Satriani ritorna sul tema del robot e della sua presunta "umanità"; come era avvenuto in "One Robot's Dream", dall'album Super Colossal, in "I Just Wanna Rock" vediamo un androide alle prese con l'esperienza musicale di un concerto rock. Assolutamente imperdibile il "dietro le quinte" di questo brano presente nel dvd bonus, dove Satriani stesso veste fisicamente i panni del robot.
Inoltre la ballata "Revelation" era stata originariamente scritta in ricordo della morte di un amico della famiglia Satriani; solo in un secondo momento, Satch si è reso conto che stava effettivamente scrivendo della morte del suo stesso padre arrivando così a comporre la terza canzone su questo difficile argomento. Le altre sono "Into the Light", dall'album Flying in a Blue Dream, e "Cryin'", dall'album The Extremist.
La maggior parte delle tracce presenti in Professor Satchafunkilus and the Musterion of Rock furono scritte dal 2006 in poi; una menzione particolare va fatta per il brano "Come On Baby" la cui stesura iniziale (e parziale) risale al 1993, mentre Satriani si trovava in vacanza sul Lago Tahoe, e che è stato completato solo nel 2007. La canzone è dedicata alla moglie del chitarrista, Rubina.
Infine "Asik Veysel" e "Andalusia" sono dedicate alla memoria del celebre musicista e poeta turco.

## Tracce
1. Musterion - 4:38
2. Overdriver - 5:07
3. I Just Wanna Rock - 3:27
4. Professor Satchafunkilus - 4:48
5. Revelation - 5:57
6. Come On Baby - 5:49
7. Out of the Sunrise - 5:43
8. Diddle-Y-A-Doo-Dat - 4:16
9. Asik Veysel - 7:42
10. Andalusia - 6:52

- Ghost (bonus track iTunes)[1]

## Edizioni
L'album è stato presentato in due versioni, a disco singolo o con DVD extra. In entrambe le versioni le tracce presenti sono le stesse e nell'edizione speciale troviamo alcune performance live e delle immagini registrate durante la preparazione dell'album per una durata complessiva di 40 minuti circa; questa è la lista dei contenuti del dvd bonus:
1. The making of Professor Satchafunkilus and the Musterion of Rock
2. Surfing with the Alien (live)
3. Ice 9 (live)
4. Crushing Day (live)
5. Behind-The-Scenes in LA & SF

## Formazione
- Joe Satriani - chitarra, basso, tastiere
- Jeff Campitelli - batteria, percussioni
- Matt Bissonette - basso
- ZZ Satriani - sax
- John Cuniberti - percussioni